# Абилпеиз
Абилпеиз (Абулфейз; ? — 1783) — султан, сын хана Абилмамбета. Был аманатом у джунгарского хунтайджи Галдан-Цэрэна.
Когда в 1771 году Абилмамбет-хан скончался, ему должен был наследовать один из младших братьев или сын Абилпеиз, но казахские султаны и бии на курултае в Бурабае избрали ханом трёх жузов Абылая.
Правил на территории нынешнего Восточно-Казахстанского региона. Установил дипломатические отношения с Китаем, трижды направлял в Китай посольство (1769, 1773, 1782 годы) во главе со своим сыном Жошы-султаном (по некоторым источникам — Жолшы-султаном). Внёс большой вклад в развитие казахско-русских отношений. Поддерживал устремления Абылай-хана, воевал против джунгарских завоевателей.
В 1774 году в союзе с Абылай-ханом выступил в поход с армией в количестве 60-тысяч человек против киргизов.
Похоронен на северном склоне Чингизтау у истоков реки Альпеис. Мавзолей Абилпеиза — памятник архитектуры XVIII века.
Его похороны и связанные обряды цинской стороны описаны генерал-майором Броневским в его «Записках о киргиз-кайсаках Средней орды» в журнале «Отечественные записки»:
По кончине сего султана, воспоследовавшей в 1783 году, по Указу Пекинского Трибунала, послан чиновник амбань в горы Чингис-Тау, местопребывание Абульфеиса. При нем состояло 3 офицера, 50 калмыков, 50 монголов и 6 человек маньчжур. Они, следуя из города Кулджи, дорогою производили торговлю с казахами, оказывая все знаки приязни. Военно-купеческая сия эскпедиция должна была прибыть в Чингизские горы в день окончания года, после смерти султана.
Сын Абульфеиса, Ханхожа, вступивший в управление волостями, по желанию народа, осведомился о следовании к нему китайцев. Для пристойной встречи их собрал четырех султанов и казохов до 1000 человек, поставил на долине, пред въездом в ущелье горы, 12 наилучших кибиток; расположила их кругом; внутренность кибиток убрана была коврами и приготовлено всякого скота в изобилии для пищи.

В феврале месяце, амбань прибыл в назначенное место; казахи почтили его встречей. Он ехал в закрытой повозке особого рода, привешенной на верблюдов. Верблюды ведены были пешими людьми, эскорт его составляли 10 впереди и 10 позади вооружённых монголов. Им предшествовала его верховая лошадь в богатом уборе; при ней вез его копье особый вершник и еще одна заводная лошадь без седла, под ковром. По прибытии на место, войско выстроилось, а амбаня, весьма престарелого, высадили из повозки и отвели в приготовленную для него юрту; он на сей раз не сделал никому никакого приветствия, не любопытствовал даже о здоровьи султанов, что противно азиатскому обыкновению. Вошед в юрту, спросил: кто здесь султан Ханхожа? и сказал, что он прислан к нему от Богдо-хана, с объявлением милостивого указа. Когда Ханхожа ему представился, то приказал он всем присутствовавшим сесть, назначив ему первое место, а секретарю велел принести ханский указ. Грамота сия была на длинном свёртке, помещённая в красивом ящике, за государственными печатями; от трибунала два человека весьма почтительно её держали, а секретарь читал, переводчик же переводил — и амбань, часто останавливая чтение, делал истолкование и внушение. Содержание указа заключалось в изъявлении сожаления о кончине Абульфеиса, исчислялись его доблести и надежда на преемника Ханхожу, что он пойдёт по стопам достойного своего отца, что он с Китаем останется в такой же дружбе, и подданных своих не перестанет содержать в порядке и благоустройстве. Тут вручены ему подарки, состоящие из 18 кусков канф (атласов).Записках о киргиз-кайсаках Средней орды. Отечественные записки